# John Mayall
John Mayall (Macclesfield, 29 november 1933 – Californië, 22 juli 2024) was een Britse gitarist, toetsenist en componist en een van de mensen die de bluesmuziek in de jaren zestig immens populair maakten. In de invloedrijke, door hem opgerichte band John Mayall's Bluesbreakers, hebben muzikanten gespeeld als Eric Clapton, Jack Bruce, Peter Green, John McVie, Mick Fleetwood, Mick Taylor en Walter Trout. Hij wordt de peetvader van de Britse blues genoemd.

## Biografie

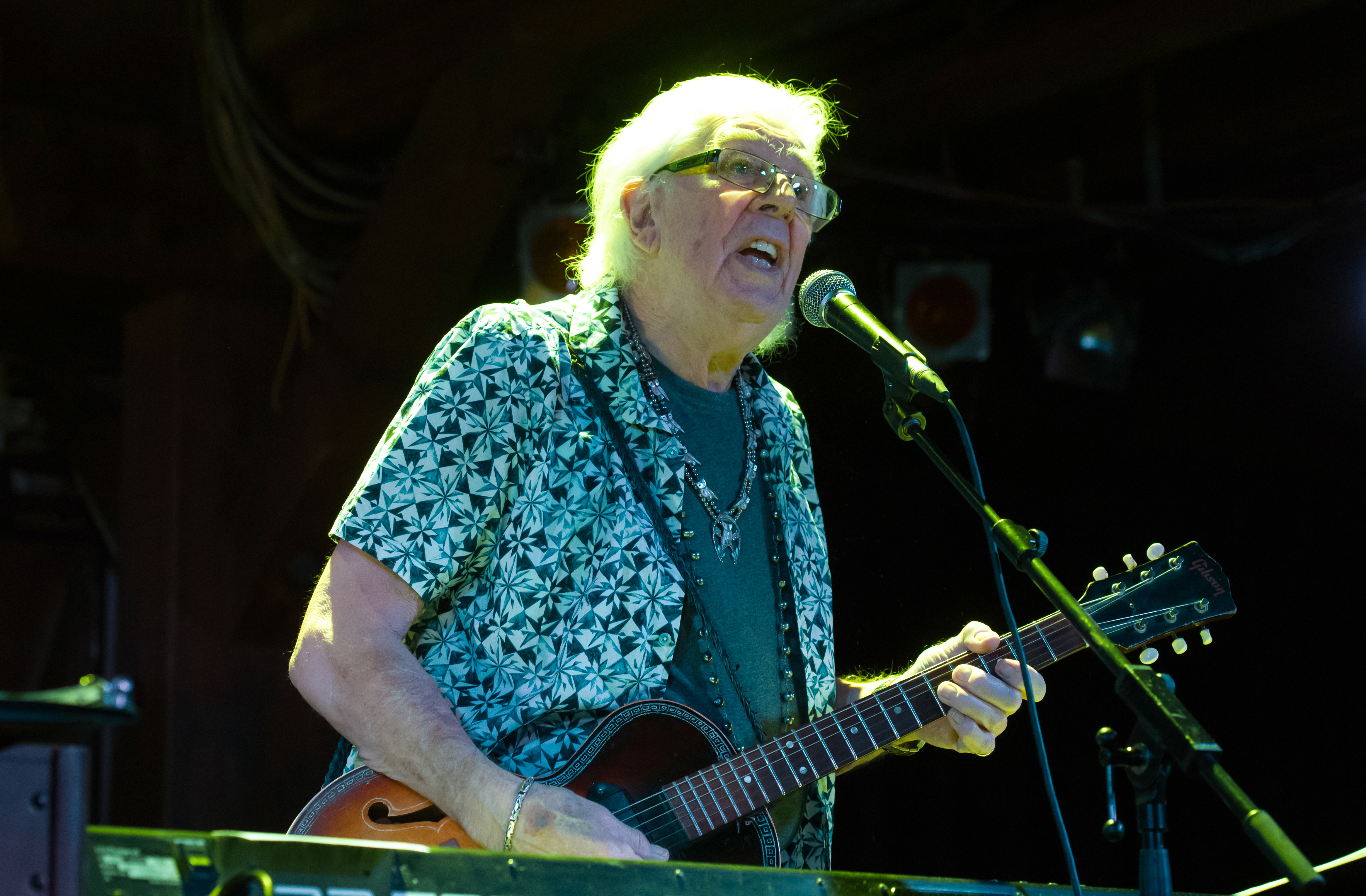
John Mayall in 2017

### Jeugd
Mayall werd geboren op 29 november 1933 in Macclesfield in het graafschap Cheshire. Hij groeide op in Cheadle Hulme, een voorstadje van Manchester, als zoon van Murray Mayall, een gitarist en verzamelaar van jazz- en bluesplaten. Van jongs af aan werd hij aangetrokken door de klanken van Amerikaanse blueszangers als Lead Belly en boogiewoogiespelers als Albert Ammons en Pinetop Smith, en leerde hij zichzelf piano, gitaar en mondharmonica spelen.
Mayall werd tijdens zijn dienstplicht naar Korea gestuurd, waar hij tijdens een verlofperiode zijn eerste elektrische gitaar kocht in Japan. Terug in Engeland schreef hij zich in aan het Manchester College of Art waar hij met studiegenoot Peter Ward een semiprofessionele band oprichtte: The Powerhouse Four. Na zijn afstuderen kreeg hij een baan als kunstontwerper, maar hij bleef spelen met lokale muzikanten. In 1963 overtuigde vriend en mentor Alexis Korner hem ervan te kiezen voor een fulltime muzikale carrière en verhuisde Mayall naar Londen. Zijn tijdens zijn studie opgedane kennis gebruikte hij wel bij het ontwerpen van de hoezen van zijn albums.

### Beginjaren (1963-1966)
Mayall zou in zijn jonge jaren bekendstaan als een wat autoritaire bandleider. Hij formeerde zijn eerste band onder de naam John Mayall & the Bluesbreakers in 1963 met Peter Ward, John McVie op basgitaar, Bernie Watson op gitaar en Martin Hart als drummer. Hun eerste single Crawling Up a Hill, met Mr. James als B-kant, kwam uit in mei 1964 op Decca Records. Beide composities waren van Mayall zelf. Direct na deze release werd Bernie Watson vervangen door Roger Dean (gitaar), en Martin Hart door Hughie Flint (drums), het begin van honderden wijzigingen in de bezetting van Mayalls bands. In maart 1965 verscheen zijn eerste lp, John Mayall Plays John Mayall. The Bluesbreakers als band stond niet op de albumhoes, maar wel op het platenlabel: John Mayall And The Bluesbreakers, die toen bestonden uit John McVie, Roger Dean en Hughie Flint. Daarna werd op Decca de single Crocodile Walk uitgebracht, met Blues City Shakedown als de B-kant.
Roger Dean verliet de groep en werd in eerste instantie vervangen door Eric Clapton, die echter meerdere projecten had lopen en pas in oktober 1965 echt met de groep optrad en meewerkte aan het nieuwe album John Mayall With Eric Clapton – Blues Breakers. Het album, opgenomen in april 1966 in de Decca-studio's in Londen, werd uitgebracht in juli 1966 toen Eric Clapton de groep alweer verlaten had om te beginnen aan de supergroep Cream.
Wellicht werd het verloop in zijn bands in de beginperiode veroorzaakt door Mayalls experimenteerdrang en zijn zoektocht naar de juiste combinatie en het beste geluid. De band heette ook niet voor niets Bluesbreakers. Steeds weer wist hij talentvolle muzikanten aan te trekken, en in muzikaal opzicht gaf hij hen veel kansen. Feit is dat Mayall Eric Clapton stimuleerde om ook te gaan zingen.

### Jaren 1966-1969
Peter Green maakte in de zomer en herfst van 1965 al deel uit van de Bluesbreakers toen Eric Clapton op vakantie vertrok naar Griekenland, maar toen zijn geld op was en hij terugkeerde naar The Bluesbreakers werd Green weer aan de kant geschoven. Toen Clapton The Bluesbreakers definitief verliet, werd Green opnieuw aangezocht als leadgitarist, en als drummer werd Aynsley Dunbar in de band opgenomen. In die periode werd een 40-tal nummers opgenomen, waarvan er 14 op het album A Hard Road in februari 1967 uitgebracht werden. Het album werd nummer 10 in de UK Albums Chart en werd een klassieker, die in 2006 met 14 bonustracks opnieuw werd uitgebracht. Naast Mayallcomposities en bluesklassiekers bevat het album de "Peter Green"-instrumental The Super-Natural.
In april 1967 verliet Aynsley Dunbar The Bluesbreakers en werd hij korte tijd later vervangen door Mick Fleetwood. Fleetwood werd na twee maanden ontslagen, en Peter Green volgde hem om Fleetwood Mac op te richten. Korte tijd later sloot John McVie zich bij hen aan.
Mayall vond een nieuwe leadgitarist in de jonge Mick Taylor, met wie het album Crusade werd opgenomen, dat uitkwam in september 1967. In diezelfde periode nam Mayall ook een soloalbum op, The Blues Alone, met alleen begeleiding van Keef Hartley op drums; alle andere instrumenten door hem zelf bespeeld. Het album kwam uit in november 1967.
Bare Wires, dat uitkwam in juni 1968, was het laatste album onder de naam The Bluesbreakers, met Mick Taylor op gitaar, en het eerste album dat de Billboard 200 haalde.
In november 1968 werd Blues from Laurel Canyon uitgebracht, waarin Mayall zijn verblijf in California uitvoerig beschreef. De band bestond uit Mick Taylor, Colin Allen (drums, tabla), Steven Thompson (bas) en Peter Green. 
Hierna haalde Mick Jagger Mick Taylor over zich bij The Rolling Stones te voegen.

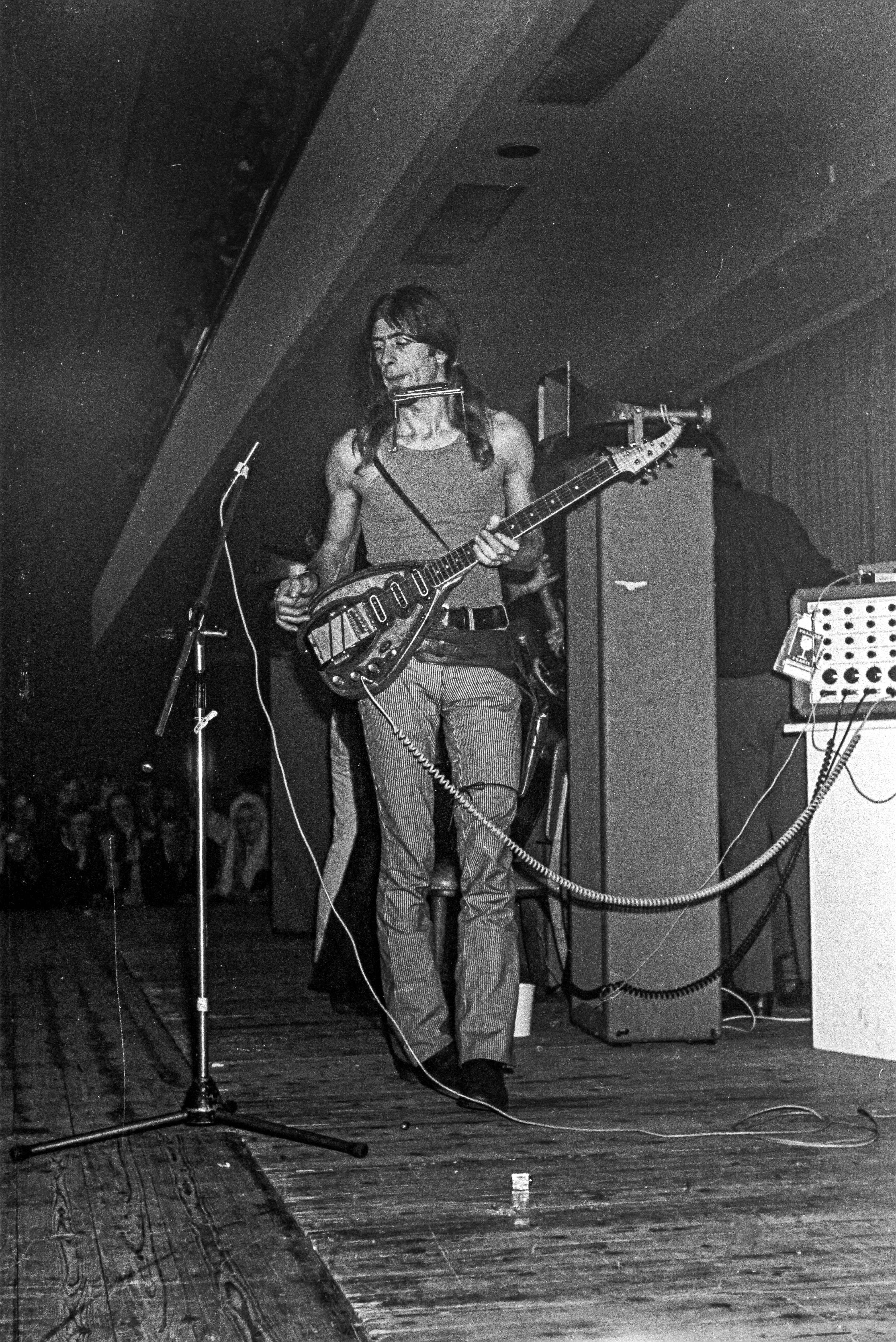
John Mayall in januari 1970

### 1969-1982
Nadat al zijn Bluesbreakers vertrokken waren, ging Mayall verder met een band in kleinere bezetting, zonder drummer en met akoestische instrumenten. 
In oktober 1969 werd een livealbum uitgebracht, The Turning Point, opgenomen in Bill Grahams Fillmore East in New York. Mayall was teleurgesteld met het vertrek van Mick Taylor en liet dat weten in de “album notes”. Hij verzamelde een band zonder heavy leadgitaar en drums. De band bestond uit Jon Mark (akoestische gitaar), Stephen Thompson (bas) en Johnny Almond (tenor-, altsax en fluiten). 
Mayall verhuisde naar Laurel Canyon in Los Angeles, waar hij 15 jaar bleef wonen en meerdere albums maakte met voornamelijk Amerikaanse musici en in allerlei stijlen.
Als sluitstuk van zijn rol in de Britse bluesrockscene lanceerde Mayall in november 1970 een opnameproject waarbij veel van de muzikanten betrokken waren met wie hij de afgelopen jaren had gespeeld. Op het dubbelalbum Back to the Roots spelen Eric Clapton, Mick Taylor, Gerry McGee en Harvey Mandel op gitaar, Sugarcane Harris op viool, Johnny Almond op houtblaasinstrumenten, Stephen Thompson en Larry Taylor op bas; en Keef Hartley en Paul Lagos op drums. Mayall schreef alle nummers, zong alle vocalen en speelde mondharmonica, gitaar, keyboards, drums en percussie.

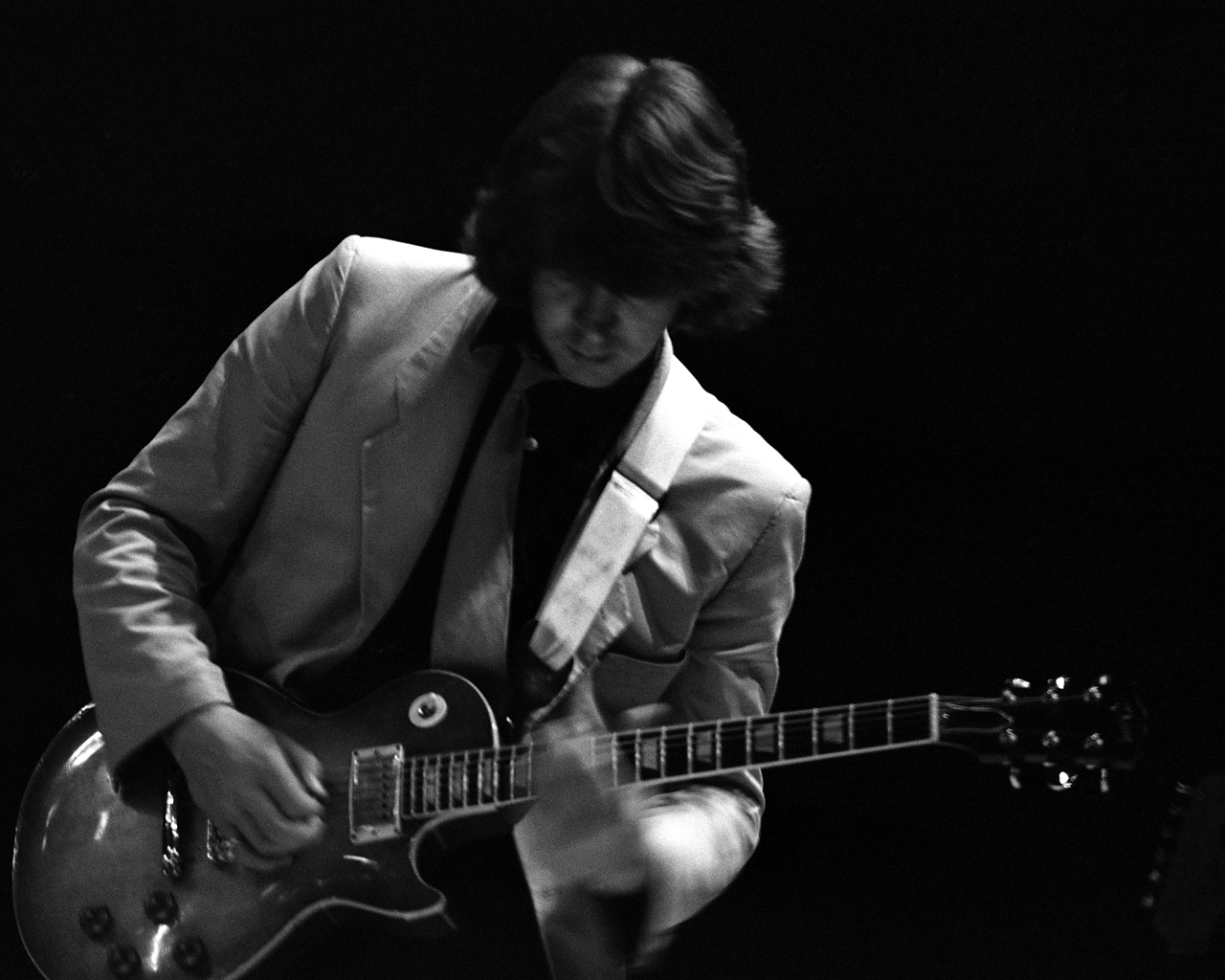
Mick Taylor- John Mayall concert 1980s

### 1982-2000
In 1982 werd Mayall herenigd met Mick Taylor, John McVie en Colin Allen, drie muzikanten uit zijn line-up uit de jaren '60, voor een tweejarige wereldtournee waaruit tien jaar later een livealbum zou verschijnen. In 1984 herstelde Mayall de naam Bluesbreakers voor een band met twee leadgitaristen: Walter Trout en Coco Montoya, bassist Bobby Haynes en drummer Joe Yuele. In het begin van de jaren '90 werd Buddy Whittington de enige leadgitarist in een formatie met toenmalig organist Tom Canning.

### Na 2000
Mayall was tot 2021 met liveoptredens actief in de muziek. Tijdens de covid-19 lockdown kondigde hij aan te stoppen met toeren vanwege de lockdown, maar ook gezien zijn hoge leeftijd van 88. Mayall nam in die periode nog wel een nieuw album op: The sun is shining down
Mayall overleed op 22 juli 2024 op 90-jarige leeftijd.

## Muzikale invloeden en stijl

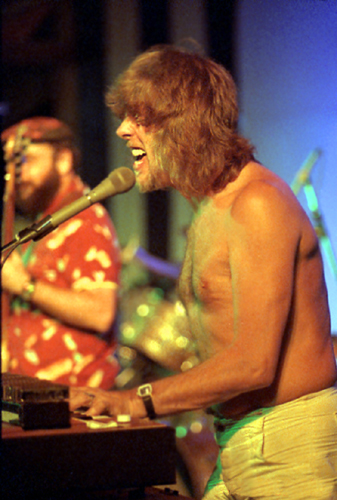
John Mayall in 1981

Mayall kon piano, orgel en gitaar spelen. Daarnaast wordt zijn spel op bluesharp geroemd. Zijn liefde voor de blues en de jazz kreeg hij door het beluisteren van zijn vaders verzameling 78-toeren jazz- en bluesplaten. Een bluesman die hem inspireerde, was J.B. Lenoir. Zijn eerste band heette The Hounds Of Sound, waarvan het repertoire geleidelijk van jazz naar blues verschoof. Met zijn volgende band John Mayall & The Bluesbreakers zou hij geschiedenis schrijven.
John Mayall was een bekwaam componist en arrangeur. Zijn bluescomposities bleven niet hangen in de geijkte bluesschema's. Verder had hij een grote platen- en cd-productie. Zijn stem had een wat nasale klank en geen groot bereik, maar had toch zeggingskracht en paste goed bij zijn composities.
Op veel van zijn oude albums staan nummers gewijd aan zijn toenmalige vriendin Christine Perfect, zoals hij zingt in Leaping Christine: "It was little Christine who was leapin' all on my mind..."
Andere voorbeelden zijn:
- op Blues Breakers with Eric Clapton: Little Girl, Key To Love en Have You Heard;
- op A Hard Road: You Don't Love Me. Dit nummer is overigens niet door Mayall geschreven maar door Willie Cobbs.

## Eerbetoon
- In 2005 werd Mayall benoemd tot officier in de Orde van het Britse Rijk.[6]
- In 2016 werd hij opgenomen in de Blues Hall of Fame.

## NPO Radio 2 Top 2000
| Nummer met noteringen in de NPO Radio 2 Top 2000 | '99 | '00 | '01  | '02  | '03 | '04 | '05  | '06 | '07  | '08 | '09  | '10  | '11  | '12  | '13  | '14  |
| ------------------------------------------------ | --- | --- | ---- | ---- | --- | --- | ---- | --- | ---- | --- | ---- | ---- | ---- | ---- | ---- | ---- |
| Room to Move                                     | 898 | 637 | 1072 | 1095 | 703 | 968 | 1015 | 828 | 1108 | 908 | 1236 | 1165 | 1413 | 1636 | 1538 | 1713 |

1. ↑  Een vetgedrukt getal geeft de hoogste notering aan.
2. ↑  Deze tabel is bijgewerkt tot en met de laatste editie (2024).

## Dvd's
| Dvd's met hitnoteringen in de Nederlandse Music Top 30 | Datum van verschijnen | Datum van binnenkomst | Hoogste positie | Aantal weken | Opmerkingen                       |
| ------------------------------------------------------ | --------------------- | --------------------- | --------------- | ------------ | --------------------------------- |
| 70th birthday concert                                  | 2009                  | 21-02-2009            | 30              | 1            | met The Bluesbreakers and Friends |